# 상침 송씨
상침 송씨(尙寢 宋氏, 1396년 ~ 1463년 10월 12일(음력 8월 21일))는 조선 4대 국왕 세종의 후궁이다. 정현옹주의 어머니이다.

## 생애

### 출신
본관 및 가계에 대해서는 알려진 것이 없으며, 1396년(태조 5년)에 태어난 듯 하다. 한편 그녀의 무덤이 있는 충청남도 아산시 도고면 오암리에 송씨의 출생에 관한 다음의 지역 설화가 전해 온다.
옛날 도고면 오리실 윗말에 송씨 성을 가진 이가 살았는데, 인근에 목화가 활짝 피어 송씨 집의 시어머니와 며느리가 목화를 따러 갔다. 그런데 목화밭에 어떤 노승이 누워있었는데, 노승이 많이 굶은 듯 하여 며느리가 젖을 짜 노승에게 주었다. 이에 노승이 은혜를 갚기 위해 시어머니와 며느리에게 앞산을 가리키며, "저 곳에 묘를 쓰십시오. 그러면 왕비가 나올 것입니다."라는 말을 남기고는 이내 사라졌다. 이후 그 자리에 묘를 썼더니, 그 며느리의 딸이 훗날 상침 송씨가 됐다는 것이다.
이러한 설화를 통해 송씨를 도고면 오암리 출신으로 추정하는 견해가 있으며, 그 신분은 낮았지만 외모는 출중했던 것으로 보인다.

### 궁관 시절
조선의 모든 후궁 중에서 상침의 작위를 가진 이는 송씨 1명 뿐이다. 상침은 연현과 진어를 담당하고, 사설과 전등을 통솔하는 궁관의 작위로, 세종 때까지는 품계가 정5품이었으나 훗날 종6품으로 바뀌었다.
1425년(세종 7년) 딸 정현옹주를 낳았다.
세종 사후에는 사위 윤사로의 집에서 지냈으며, 왕녀를 낳았음에도 끝내 후궁의 첩지를 받지 못한 채 1463년(세조 9년) 음력 8월 21일 천식으로 향년 68세를 일기로 사망하였다. 이듬해 음력 2월 9일 충청도 신창현 오리곡 진산갑좌경향(지금의 충청남도 아산시 도고면 오암리)에 무덤을 마련하여 매장하였으며, 그녀의 묘비명은 탁본을 떠 온양문화원에서 보관하고 있다.

## 가족 관계
- 남편 : 제4대 세종(世宗, 1397년 ~ 1450년, 재위 : 1418년 ~ 1450년)
  - 장녀 : 정현옹주(貞顯翁主, 1425년 ~ 1480년)
  - 사위 : 영천부원군 윤사로(鈴川府院君 尹思路)
    - 외손 : 윤반(尹磻)
    - 외손자부 : 청주 한씨(淸州 韓氏) - 성종비 공혜왕후의 언니
    - 외손 : 윤인(尹潾)